# 等平面斑塊
等平面斑塊（英語：isoplanatic patch）被定義為天空的任意區域，在其上，入射的電磁波（如光或無線電波）的路徑長度相對於其波長的變化相對較小。通常，該區域是通過角度大小來測量的。較差的視寧度或較大的望遠鏡孔徑會減小斑塊的大小。 因此，斑塊大小與弗萊德參數和望遠鏡的角分辨率成反比。為了校正大氣畸變，裝有自適應光學的望遠鏡使用明亮的光源，如雷射來識別感興趣區域中斑塊的特性。

## 進階讀物
- Birney S, Gonzalez G, Oesper D  "observational astronomy" second edition, Cambridge university press, 2006